# Áustria nos Jogos Olímpicos de Inverno de 1936
A Áustria participou dos Jogos Olímpicos de Inverno de 1936 em Garmisch-Partenkirchen, na Alemanha.